# パジャマパーティー
パジャマパーティ（pajama party）とは性別問わず男性や女性が友だちの家に泊まり込み、パジャマ姿でうわさ話や遊びに興じるパーティ。Instagramで写真映するようなパジャマ姿で友人の家で1晩過ごすパーティ。スランバーパーティー（slumber=まどろみ）やお泊り会（Sleepover/Sleepover party）などの表現もある。

## 概要
原口鶴子によればコロンビア大学に在学中の1900年代初頭、同校の寮舎でナイトガウンパーティー（寝巻会）という集まりが行われており、これは寮の監督などに知られないようこっそり催される会で、夜の12時に始まり午前5時ころまで行われていたという。

## 文献情報
- 原口鶴子 著、山崎朋子（監修） 編『楽しき思ひ出』大空社〈叢書女性論 12〉、1995年。ISBN 4756800211。（留学時代の随筆、春秋社書店（1915年）を復刻）